# 미키 롤리치
마이클 스티븐 롤리치(영어: Michael Stephen Lolich, 1940년 9월 12일~)는 미국의 프로 야구 선수이다. 1963년부터 1979년까지 메이저 리그 베이스볼(MLB)에서 좌완 투수로 뛰었고, 커리어의 대부분을 디트로이트 타이거스에서 보냈다. 세 차례 올스타로 선정되었으며, 1968년 월드 시리즈에서 세인트루이스 카디널스를 상대로 7차전에서 밥 깁슨과의 맞대결을 포함해 세 번의 완투승을 거두는 활약을 펼친 사실로 가장 잘 알려져 있다. 1979년 시즌을 마지막으로 은퇴했을 당시 메이저 리그 좌완 투수 최다 탈삼진 기록을 갖고 있었다.